# Catedral de Chiclayo
La Catedral de Chiclayo (también conocida como  Santa María Catedral) está ubicada en el parque principal de la ciudad, su construcción es de estilo neoclásico.

## Construcción
El diseño data de 1869, aunque su construcción se reinicia en 1928 cuando, por falta de fondos y luego de la gestión de las autoridades locales ante el Congreso de la República, se asignó una partida económica a la obra que se reanudó el 13 de febrero de 1928 y culminó en 1939.

## Arquitectura

### Estilo
Corresponde al estilo neoclásico y se caracteriza por su monumentalidad (a semejanza de las grandes obras de las arquitecturas griega y romana), las líneas rectas que dominan sobre las curvas, sus formas más sencillas y simétricas, la mayor racionalidad compositiva, sobriedad decorativa y orden.
La portada es de dos cuerpos, sostenido el primero por columnas dóricas que se anteponen a los tres arcos de entrada. El segundo presenta capiteles corintios, en cuyos intercolumnios se aprecian balcones o miradores. A ambos lados de la fachada destacan campanarios rematados con cupulillas.
Cuenta con cuatro campanas: “Ave María”, “Asumpta”, “Mater Dei” y “Gratia Plena”; trasladadas de Alemania hasta el Puerto de Pimentel y fueron, luego, transportadas en el tren de Pomalca; y de la estación del tren en la calle Colón a la catedral en una plataforma arrastrada por un camión.

### Interior
En su interior, de tres cuerpos, destacan: la hermosa talla del Cristo Pobre, los vitrales fueron confeccionados en Lima y corresponden a escenas marianas extraídas del catecismo. Hasta hace poco contuvo la imagen del “Señor de los Milagros” donada en 1917 por la señora Carmela Delgado de Aspíllaga y que fue pintada por Guillermo Samanez a fines del siglo XIX.
El altar fue colocado por Monseñor Luis Sánchez Moreno. Al centro del frontis y en la parte más alta se encuentra la imagen de “Santa María de los Valles de Chiclayo” en cuyo honor fue establecido el pueblo de Chilcayo a la llegada de los Padres franciscanos el siglo XVI.
Intervenciones y Restauración.-
En los años 2002 y posteriormente en 2013 se realizó una restauración y conservación integral de los pisos en atrios, cornisas exteriores, techos, cúpulas y campanarios de la edificación realizada por el arquitecto chiclayano Mario Alfredo Seclén Rivadeneira y Jorge Cosmópolis Bullón.

## Galería

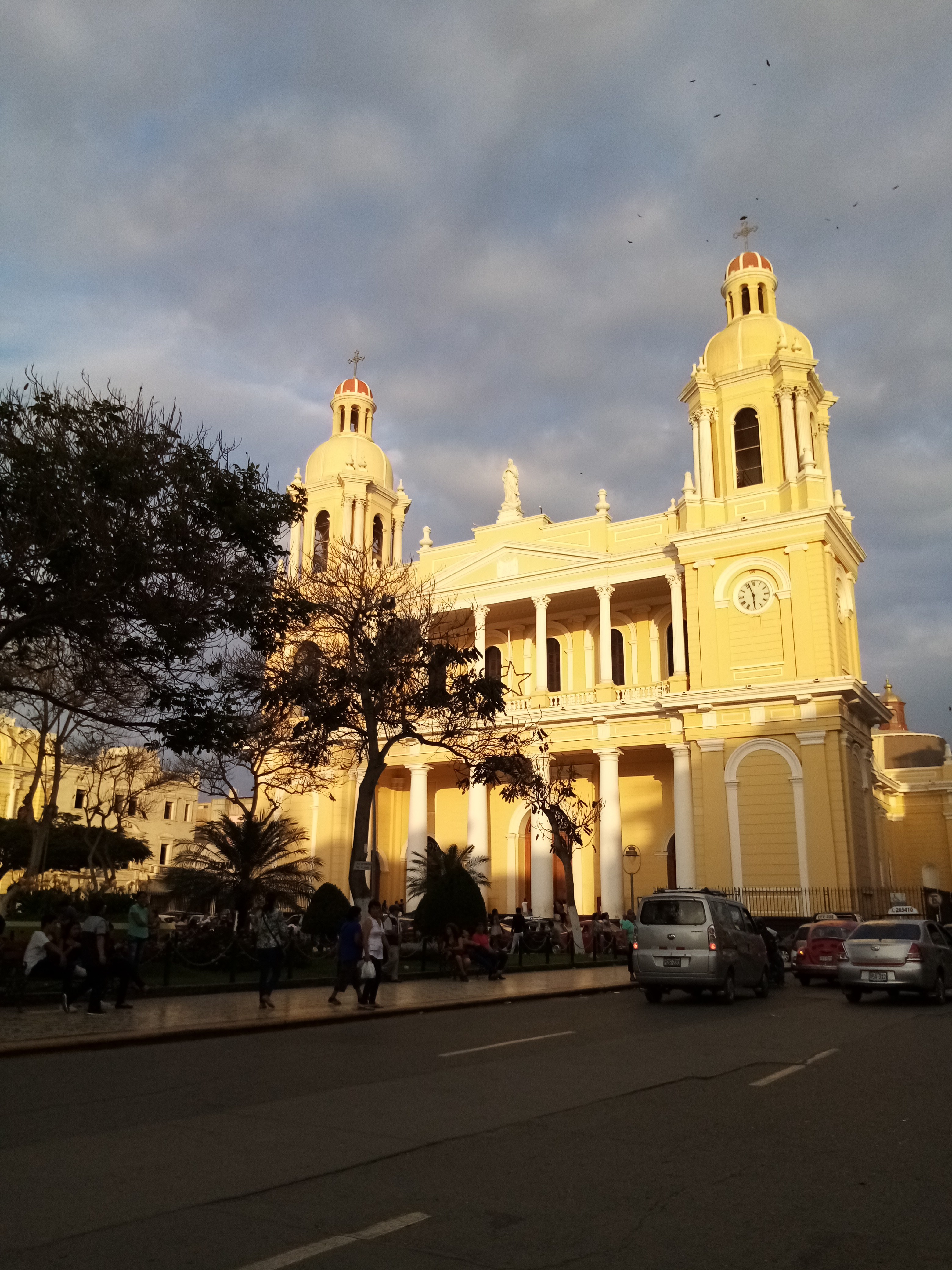
Vista exterior de la Catedral.
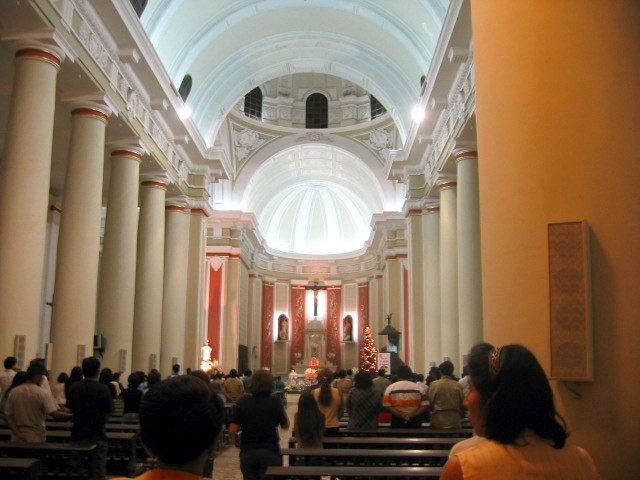
Nave central.
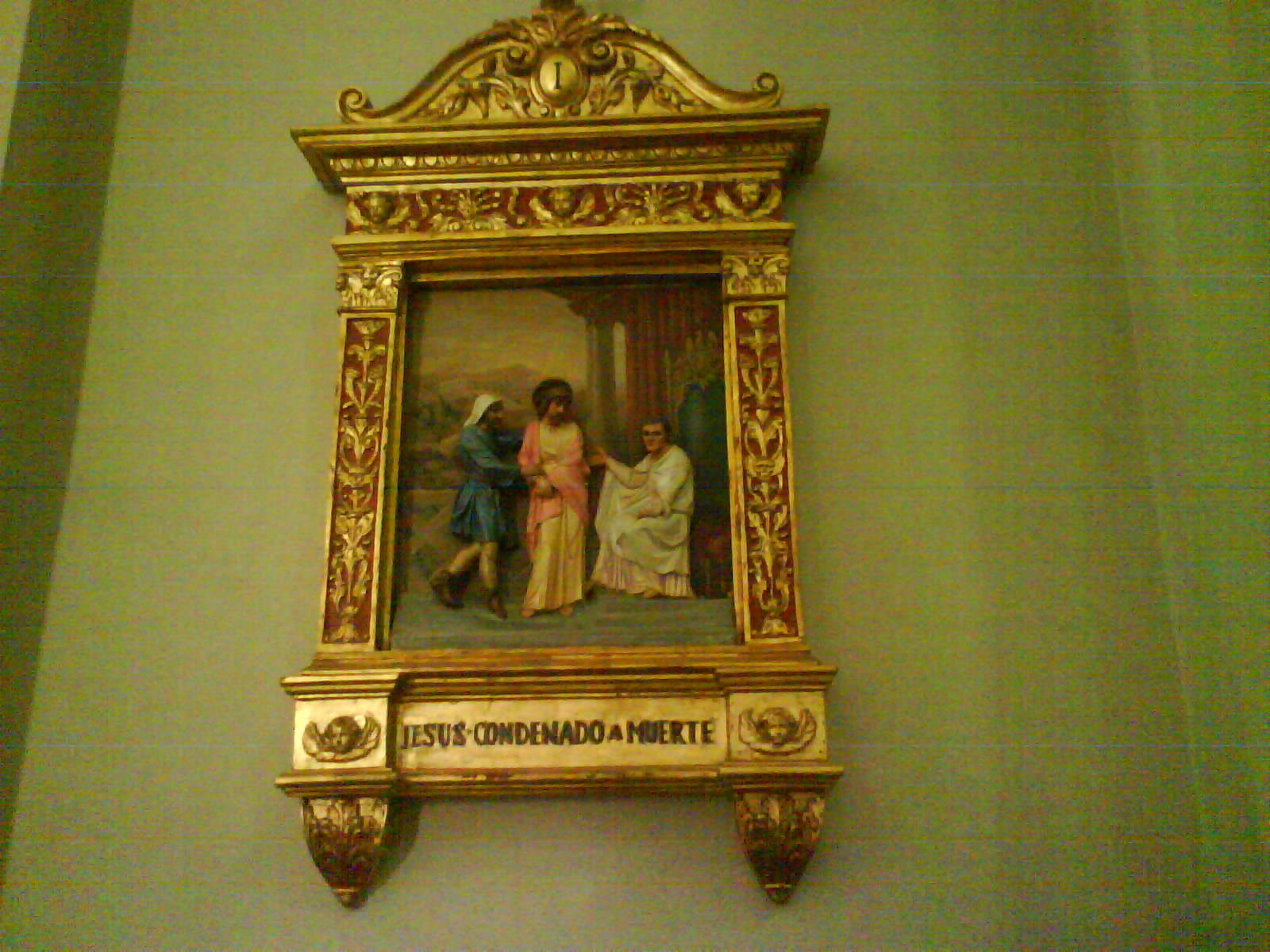
Estación Jesús condenado a muerte.
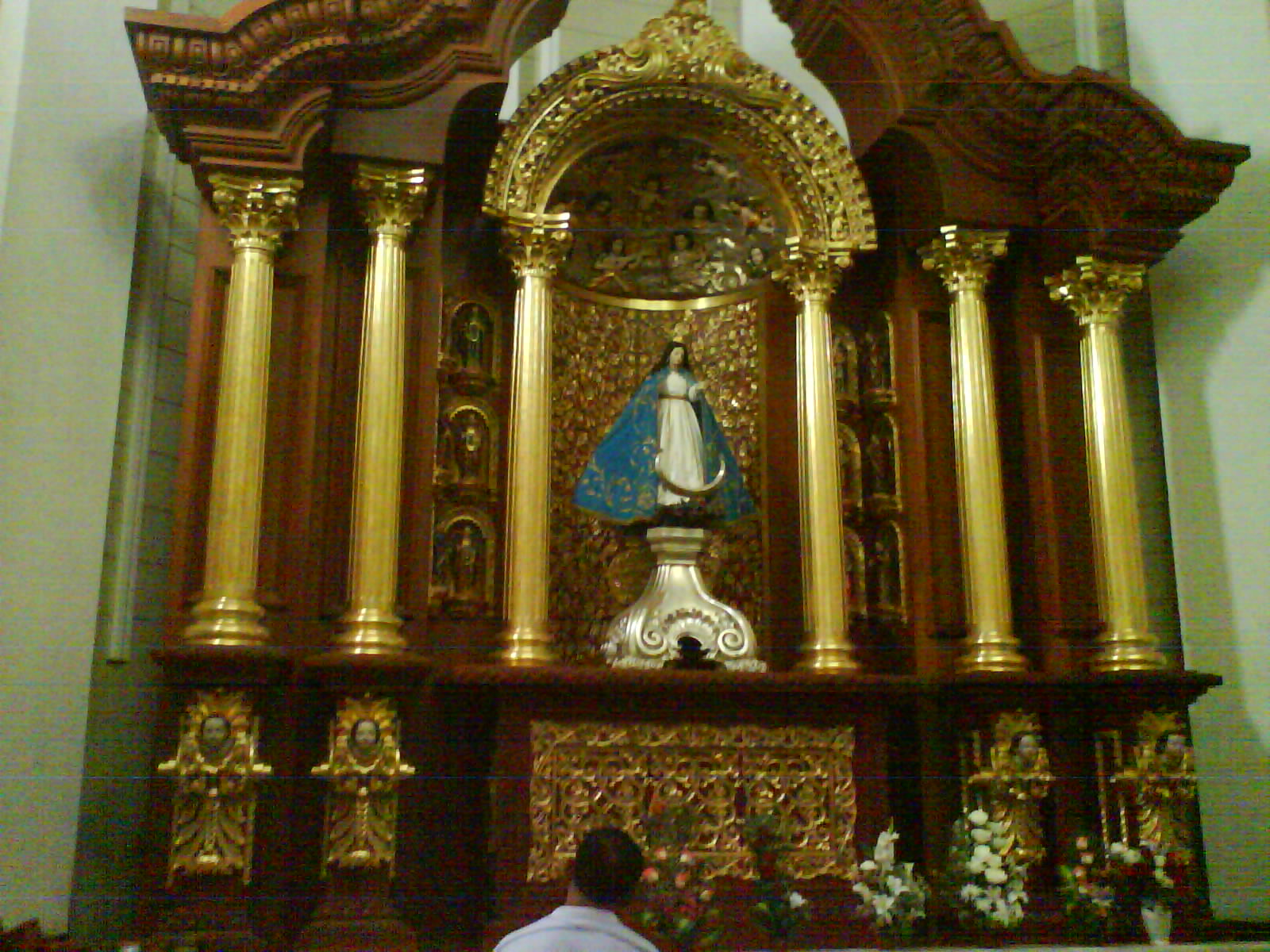
Virgen María.
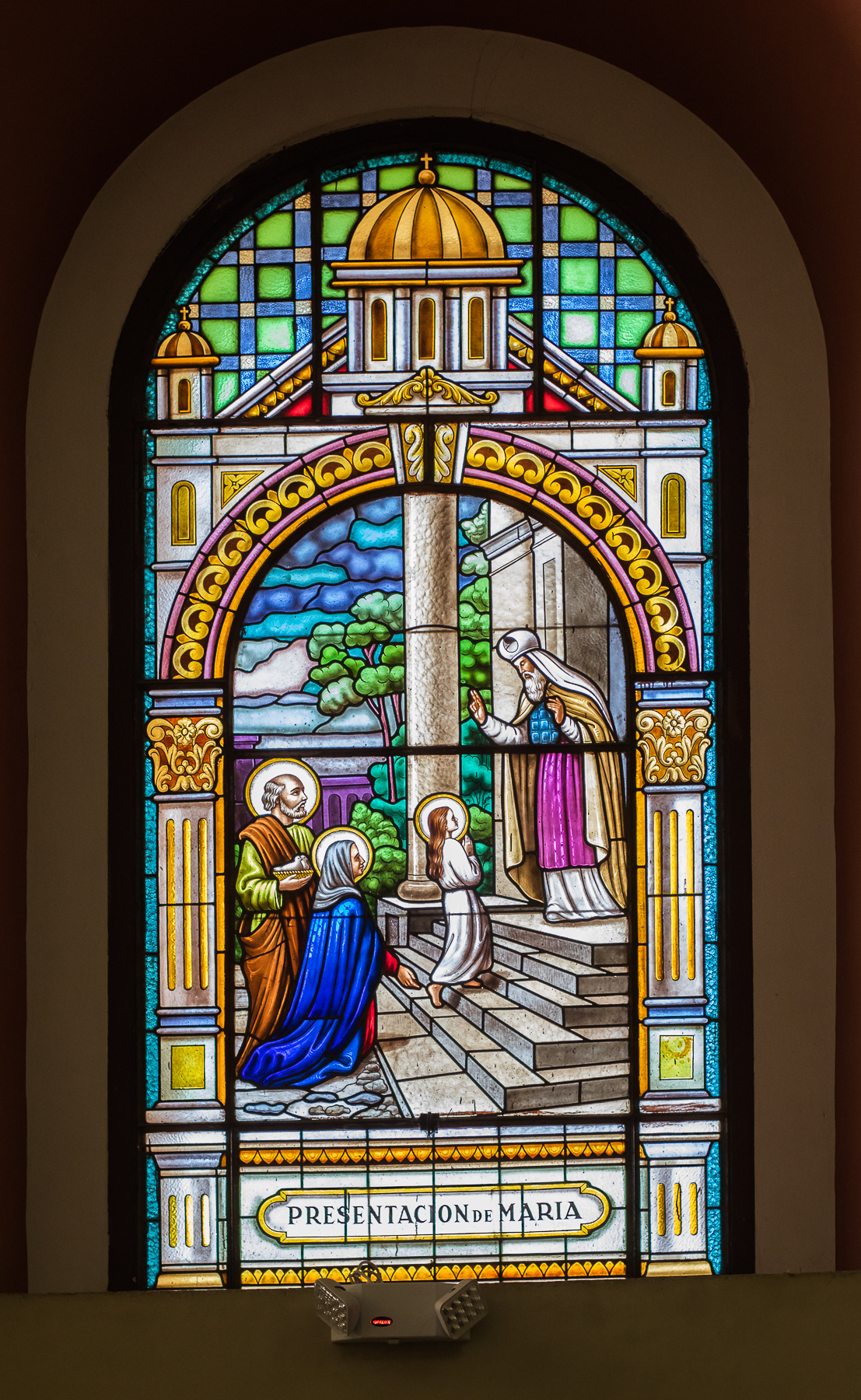
Vitral de la presentación a María.
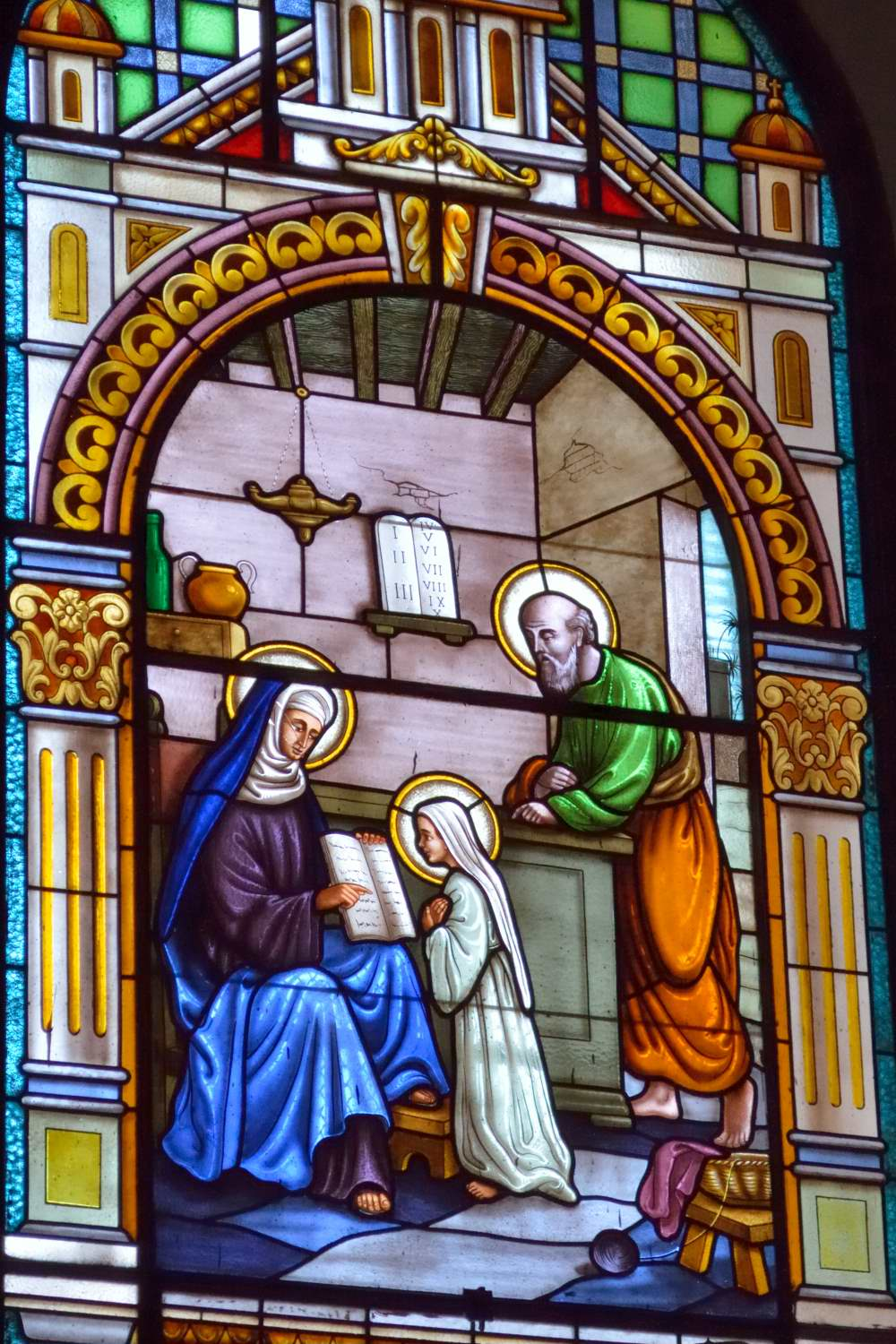
La Virgen María y Santa Ana. Detalle de vitral.